# Course de dromadaires

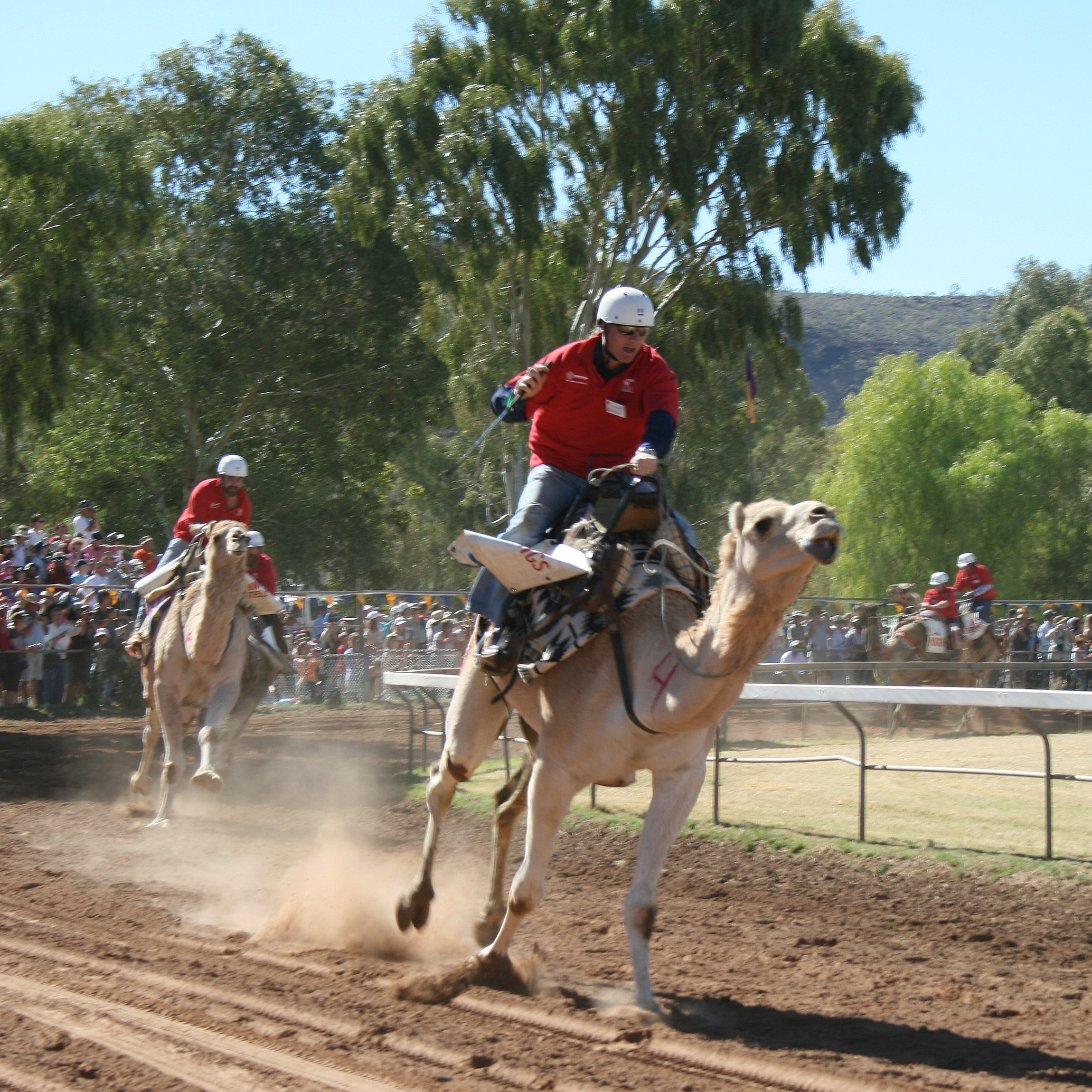
Course de dromadaires durant la Camel Cup 2009 tenu à Alice Springs.

La course de dromadaires est un sport populaire en Inde, Arabie saoudite, Bahreïn, Jordanie, Qatar, Émirats arabes unis, Pakistan, Oman,  Australie, et Mongolie. Les courses de dromadaires professionnelles, tout comme les courses de chevaux, donnent lieu à des paris et sont une attraction touristique.

## Histoire
Les courses de chameaux auraient été introduites au XIIIe siècle par l'empereur mongol Kubilai Khan.

## Description
La course se déroule habituellement sur un parcours compris entre 1,5 et 8 km. Les dromadaires peuvent atteindre en course la vitesse maximum de 65 km/h pendant une courte durée et maintenir une vitesse de 40 km/h pendant une heure.